# Hachiro Kasuga
Hachiro Kasuga (春日八郎, Kasuga Hachirō, 9 de outubro de 1924 – 22 de outubro de 1991), nascido Minoru Watabe, foi um cantor de enka japonês. Ele é considerado "o primeiro cantor de enka".
Após assistir uma apresentação de Ichiro Fujiyama, ele se inspirou a se tornar um cantor popular. Depois de se formar na Escola de Música Toyo, Kasuga se juntou ao Exército Imperial Japonês em 1944 e retornou de Taiwan em 1945. Ele se filiou à Shinjuku Moulin Rouge em 1947 e depois, em 1949, à King Records.
Em 1952, Kasuga fez sua estreia com a canção "Akai lamp no Shū Ressha" (赤いランプの終列車), que inicialmente virou notícia em Nagoia, mas a popularidade logo se espalhou. Sua canção de 1954 "Otomi-san" (お富さん, lit. "Miss Otomi")  tornou-se bem-sucedida em todo o Japão.  Este single vendeu 500.000 cópias em metade de um ano, e eventualmente vendeu mais de um milhão de cópias.
Em 1955, ele também lançou o single "Wakare no Ipponsugi" (別れの一本杉). A música foi composta por Toru Funamura. Sua música, que mais tarde foi chamada de enka, teve grande efeito na música popular subsequente do Japão.